# Li Kung-csao
 Kínai név: vezetéknév: Li (Li); utónév: Kung-cscao (Kongchao)
Li Kung-csao (Li Kongchao) (2002. szeptember 7. –) ifjúsági olimpiai bronzérmes kínai rövidpályás gyorskorcsolyázó.

## Élete
17 évesen – a koreaiak mögött – bronzérmet szerzett a 2020-as Lausanne-i téli ifjúsági olimpiai játékokon a rövidpályás gyorskorcsolya fiú 1000 méteres versenyszámának döntőjét követően, ugyanakkor a 7. helyen végzett az 500 méteres távon. Rajthoz állt a vegyes váltóval is (mint az E-csapat tagja), de a B-döntőben kizárták őket.
Rögtön a játékok után, az olaszországi Bormióban rendezett junior világbajnokság 500 méteres mezőnyében a 8. helyen zárt.
Az Amerikai Egyesült Államokbeli Lake Placidban megrendezett 2023. évi téli universiade férfi 500 méteres versenyszámában bronzérmes lett lett, míg 1000 méteren a 8. helyen végzett.